# Ар (річка)
Ар (нім. Ahr) — річка в Німеччині, протікає землями Північний Рейн-Вестфалія і Рейнланд-Пфальц, ліва притока Рейну, річковий індекс 2718. Площа басейну річки становить 897,468 км². Загальна довжина річки 89 км.
Назва річки походить від давньонімецького слова "Aha", що означає "вода".
Ар витікає з карстового джерела, що знаходиться під одним фахверковим будиночком у Бланкенгаймі, а за 89 км поблизу Зінцига і Криппа впадає в Рейн. З джерела витікає кришталево чиста вода зі швидкістю 12 л/с. Низка бічних річок поповнює Ар, перш ніж він, знизившись на 413 м, сягає Рейну.
На своєму шляху Ар часто змінює свій характер. Річку умовно поділяють на три відрізки: Верхній Ар, Середній Ар та Нижній Ар.  Верхній Ар (від Бланкенгайма до Дорзеля) — це польовий потічок.

 Середній Ар — відтинок річки від Дорзеля до скельного утворення Bunte Kuh (Барвиста Корова), що біля Вальпорцгайма. На цьому відрізку Ар стає повноводнішим і тече то вузькими місцями, то  широкими долинами. Починаючи від Альтенара, річка тече дуже мальовничими місцинами, вигинаючись на всі боки поміж скель. Тут знаходиться природоохоронна територія "Петля Ару поблизу Альтенара", яка займає 205 га.
На горі Кройцберг з'являються тераси виноградників. Це вказує на початок тієї частини долини Ару, де вирощують знамениті сорти червоного  винограду, з якого виготовляють першокласне вино. Вирощування винограду на схилах скель вимагає неабияких зусиль, але чудовий смак вина, яке тут продукується, виправдовує усі труди виноградарів. Ще давні римляни цінували землі між Айфелем і Рейном, селились тут і вирощували перші виноградні грона.
 Нижній Ар — це ділянка річки від Вальпорцгайма до Рейну.